# Les Enfants du capitaine Grant (film, 1936)
Pour les articles homonymes, voir Les Enfants du capitaine Grant (homonymie).
Pour plus de détails, voir Fiche technique et Distribution.
Les Enfants du capitaine Grant (Дети капитана Гранта, Deti kapitana Granta) est un film d'aventures soviétique réalisé par Vladimir Vaïnchtok et sorti en 1936. 
Il s'agit d'une adaptation du roman éponyme de Jules Verne, paru en 1868. Le film a été populaire à sa sortie et a été suivi en 1941 par une autre adaptation de Verne, L'Île mystérieuse. Dans les années 1860, deux enfants écossais partent à la recherche de leur père disparu, le capitaine Grant.

## Synopsis
L'équipage du yacht Duncan, appartenant à Lord Glenarvan, capture un requin dans les eaux écossaises. En découpant la carcasse, une bouteille est trouvée à l'intérieur du poisson, dans laquelle est écrite en trois langues une demande d'aide émanant d'une victime d'un naufrage. Les documents ont été fortement altérés par l'eau, mais ils parviennent à déchiffrer que le navire du capitaine Grant s'est abîmé au 37e degré de latitude sud. Il n'est pas possible de déterminer la longitude du lieu du crash.
Glenarvan se rend à Londres pour organiser une mission de sauvetage, mais le gouvernement lui oppose un refus, invoquant l'imprécision et l'insuffisance des informations. La cause implicite de ce refus est que le capitaine Grant est un patriote écossais qui rêve de l'indépendance de l'Écosse. De plus, le but principal de son voyage était de fonder la Nouvelle-Écosse.
Pendant l'absence du Lord, les enfants du capitaine Grant, son fils et sa fille, sont venus sur le bateau dans l'espoir d'apprendre quelque chose sur leur père. Lorsque Glenarvan rentre chez lui, sa femme le persuade de partir à la recherche du capitaine sur le Duncan.
Les voyageurs se déplacent par terre et par mer, traversent la Patagonie par le 37e parallèle, visitent les îles de Tristan da Cunha et d'Amsterdam, passent par le sud-est de l'Australie et la Nouvelle-Zélande. Après avoir vécu de nombreuses aventures dangereuses, ils retrouvent le capitaine Grant sur la petite île Tabor, également située à 37o de latitude sud.

## Fiche technique
- Titre : Les Enfants du capitaine Grant[2]
- Titre original : Дети капитана Гранта (Deti kapitana Granta)[3],[4]
- Réalisation : Vladimir Vaïnchtok
- Scénario : Oleg Leonidov (ru)
- Photographie : Arkadi Kaltsaty (ru)
- Musique : Isaac Dounaïevski
- Pays de production :  Union soviétique
- Langue originale : russe
- Format : Noir et blanc - 35 mm - Mono
- Genre : Aventure
- Durée : 88 minutes
- Date de sortie :
  - Union soviétique : 15 septembre 1936

## Distribution
- Nikolaï Vitovtov (ru) : Lord Glenarvan
- Maria Strelkova (ru) : Lady Glenarvan
- Iakov Seguel : Robert Grant
- Nikolaï Tcherkassov : Jacques Paganel
- Olga Bazanova
- Mikhaïl Romanov : Capitaine John Mangles
- David Gutman : Major Mac Nabbs
- Ivan Tchouvelev
- Youri Youriev
- Nikolaï Adeloung